# Sweetheart of the Campus
Sweetheart of the Campus is een Amerikaanse muziekfilm uit 1941 onder regie van Edward Dmytryk.

## Verhaal
Betty Blake is de zangeres van een orkestje. Tijdens een optreden op een universiteitscampus belooft zij een vijandige overname van de gevestigde orde. Ze schrijft zichzelf en de leden van het orkest daarin in als studenten.

## Rolverdeling
| Acteur           | Personage         |
| ---------------- | ----------------- |
| Ruby Keeler      | Betty Blake       |
| Ozzie Nelson     | Ozzie Norton      |
| Harriet Hilliard | Harriet Hale      |
| Gordon Oliver    | Terry Jones       |
| Don Beddoe       | Sheriff Denby     |
| Charles Judels   | Tomasso           |
| Kathleen Howard  | Mrs. Minnie Sparr |
| Byron Foulger    | Dr. Bailey        |
| George Lessey    | Dr. Hale          |
| Frank Gaby       | Dr. Grimsby       |
| Leo Watson       | Tom Tom           |